# Demetrio Comneno Ducas Cutrule
Demetrio, después rebautizado Miguel, Comneno Ducas Cutrule Ángelo (en griego: Δημήτριος (Μιχαήλ) Κομνηνός Δούκας Κουτρούλης Ἄγγελος; fl. 1278-1304) fue el tercer hijo del déspota de Epiro, Miguel II Comneno Ducas, que también tenía el sobrenombre de Cutrule, y su esposa Teodora de Arta.
En 1278, se casó con Ana Paleóloga, la hija del emperador bizantino Miguel VIII Paleólogo, y recibió de su suegro el título de déspota. De este matrimonio, tuvo dos hijos, Andrónico y Constantino. De un segundo matrimonio con Ana Terter, hija de Jorge I Terter, emperador de Bulgaria, tuvo varios hijos más.
Es mencionado en las fuentes luchando en las filas del ejército bizantino contra las tropas de Carlos de Anjou en el sitio de Berat, y veinte años después contra los alanos. En 1304, fue acusado de conspirar contra el emperador Andrónico II Paleólogo y fue encarcelado. Nada más se sabe de él.